# Distretto di Luangwa
Il distretto di Luangwa è un distretto dello Zambia, parte della Provincia di Lusaka.
Il distretto comprende 15 ward:
- Chikoma
- Chiriwe
- Dzalo
- Kabowo
- Kapoche
- Katondwe
- Kaunga
- Lunya
- M'kaliva
- Mandombe
- Mankhokwe
- Mburuma
- Mphuka
- Mwalilia
- Phwazi